# Dianthus moesiacus
Dianthus moesiacus är en nejlikväxtart. Dianthus moesiacus ingår i släktet nejlikor, och familjen nejlikväxter.

## Underarter
Arten delas in i följande underarter:
- D. m. grancarovii
- D. m. moesiacus
- D. m. sevlievensis
- D. m. skobelevii